# Choi Jeong
Pour les articles homonymes, voir Choi.
Choi Jeong ou Choi Jung est une joueuse de go professionnelle sud-coréenne née le 7 octobre 1996 à Boryeong. Meilleure joueuse de Corée du Sud, elle est devenue la première joueuse coréenne à entrer dans le Top 20 des joueurs coréens (à la dix-septième place en 2019). En novembre 2022, elle est la première joueuse à atteindre la finale d'un tournoi de go international majeur, la Coupe Samsung 2022.
Elle a remporté quatre fois la Coupe Bingsheng (tournoi féminin international organisé en Chine) : en 2014, 2017, 2018 et 2019 et deux fois la Coupe Wu Qingyuan (en 2019 et 2021).
Elle remporta le huitième championnat du monde féminin de go en 2021 et cinq fois le tournoi Myungin (Meijin) féminin en Corée (de 2012 à 2016).